# قسطر بولي
القثطار البولي عبارة عن أنبوب من لثى، بولي يوريثان أو من السيليكون ويتم إدخال الأنبوب عن طريق الإحليل وصولًا إلى مثانة المريض. ويسمح القثطار بإنشاء معبر للخروج الحر للبول وصولًا إلى نظام خاص على شكل كيس من البلاستيك الشفاف ويسمح بُملاحظة لون وكمية البول. ويمكن استخدام الانبوب أيضًا لحقن سوائل مُستخدمة في العلاج أو تشخيص المثانة. وهي نوعان أما قثطرة دائمة أو يُستخدم الأنوب لمره واحدة ويُزال بعدها.

## أنواع القثاطير
- قسطر فولي وهو من النوع الدائم.[1]

يتم قياس أقطار القثاطير حسب مقياس القثطرة الفرنسي "F". حيث تُعادل 10 وحدات حسب المقياس الفرنسي تُساوي 3,3 مم و 28 تُعادل 9,3 مم. يختار الطبيب قثطاراً ذا قطر كبير لكي يسمح للبول بالتدفق بحرية، القطر الأكبر ضروري عندما يكون البول سميكاً أو مدمىً أو يحتوي على كميات كبيرة من الرواسب. على الرغم من إيجابيتها العديدة إلا أنها قد تُسبب في تلف الإحليل. الطبيب يختار حجم كبير بما يكفي للسماح بحرية تدفق البول، وكبيرة بما يكفي للسيطرة على تسرب البول حول القثطار. يُعاني بعد المرضى من حساسة تجاه الأنبوب المُكونة من اللثى لذلك يُلجأ إلى استخدام أنبوب من السيليكون.